# Acetato de trembolona
Acetato de trembolona (nomes comerciais Finaplix, Finajet, Trembolona Acetato, Trembo-Life) conhecido cientificamente por 19-nor-δ9,11-testosterone 17β-acetate ou 19-norandrost-4,9,11-trien-17β-ol-3-one 17β-acetate é um esteroide anabolizante derivado da 19-nortesterona. É um éster da trembolona. É uma versão sintética que é usada para tratamento veterinário. A droga é utilizada por fisiculturistas e por amadores. É o éster da trembolona mais encontrado no mercado negro de esteroides anabolizantes. É aclamada pela meia-vida curta, de apenas 48 horas-78 horas.